# Seair Seaplanes

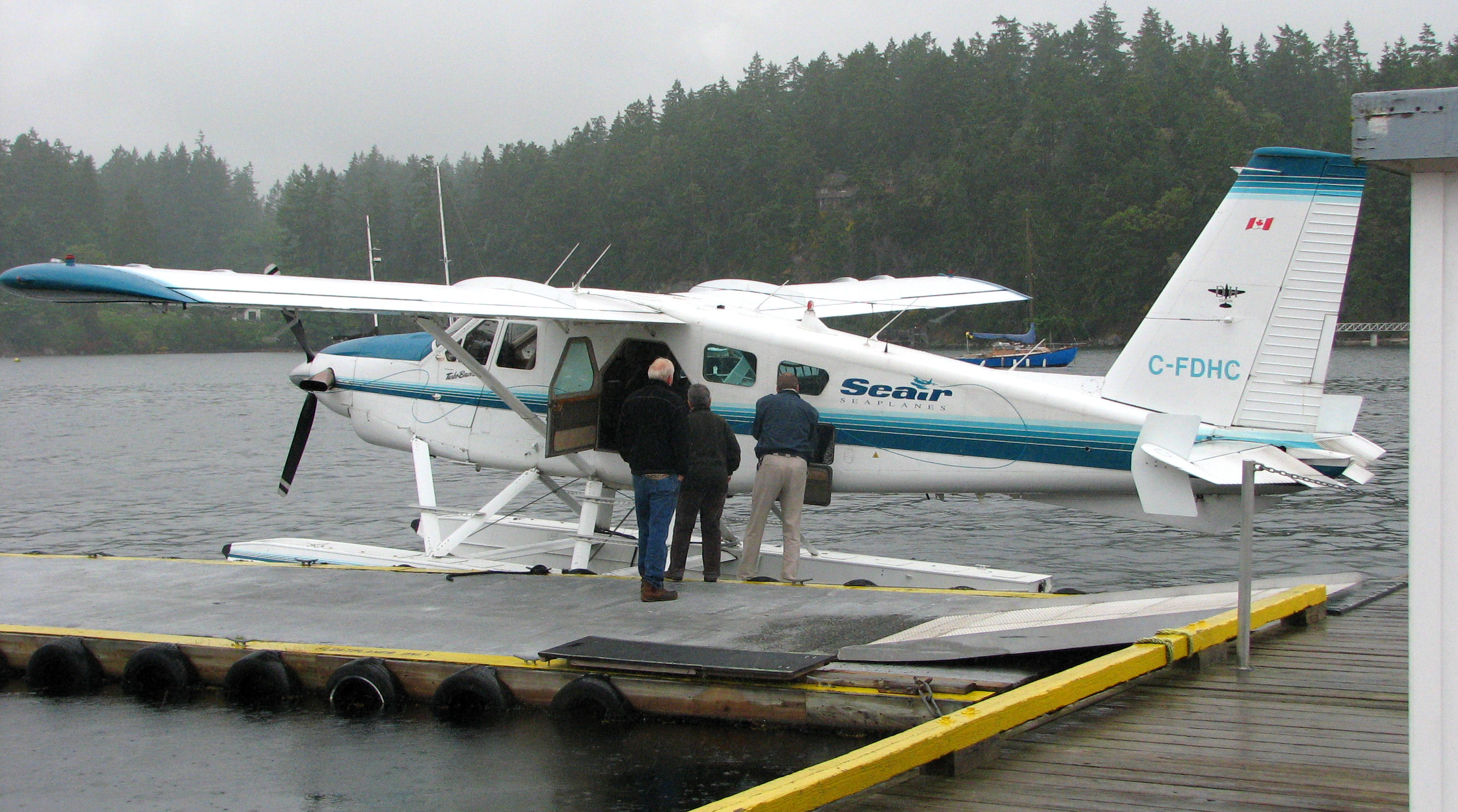
DHC-2T «Turbo Beaver» авиакомпании Seair Seaplanes разгружается в Ганге (провинция Британская Колумбия)

Seair Seaplanes — канадская авиакомпания местного значения со штаб-квартирой в городе Ричмонд (Британская Колумбия).
Авиакомпания выполняет регулярные и чартерные пассажирские перевозки между Международным гидроаэропортом Ванкувер и Гидроаэропортом Нанаймо-Харбор, а также в другие аэропорты островов Галф и территории пролива Джорджия. Воздушный флот перевозчика состоит главным образом из гидросамолётов.

## Маршрутная сеть
По состоянию на 29 ноября 2009 года авиакомпания Seair Seaplanes выполняла регулярные пассажирские рейсы в следующие пункты назначения:
- Канада
  - Британская Колумбия
    - Гальяно-Айленд — Гидроаэропорт Монтегю-Харбор
    - Мейн-Айленд — Гидроаэропорт Майнерс-Бей
    - Нанаймо — Гидроаэропорт Нанаймо-Харбор
    - Пендер-Айленд — Гидроаэропорт Порт-Вашингтон
    - Солтспринг-Айленд — Гидроаэропорт Ганг
    - Сатурн-Айленд — Лайол-Харбор
    - Тетис-Айленд — Гидроаэропорт Телеграф-Харбор
    - Ванкувер — Международный гидроаэропорт Ванкувер базовый

Кроме регулярных рейсов авиакомпания также выполняет чартерные пассажирские и грузовые перевозки, экскурсионные туры и предоставляет сервис прогулочных рейсов.

## Флот
В марте 2010 года воздушный флот авиакомпании Seair Seaplanes составляли десять воздушных судов:

## Авиапроисшествия и несчастные случаи
- 29 ноября 2009 года в 16:10 местного времени у береговой линии острова Сатурн произошло крушение самолёта de Havilland Canada DHC-2 Beaver. Из восьми человек на борту выжили пилот и один пассажир[4][5].